# Draconètids
Els draconètids (Draconettidae) són una família de peixos teleostis de l'ordre Perciformes, marins, distribuïts per aigües tropicals i temperades dels oceans Pacífic, Índic i Atlàntic.

## Gèneres i espècies
Existeixen 13 espècies agrupades en 2 gèneres: 
- Gènere Centrodraco Regan, 1913
  - Centrodraco abstractum Fricke, 2002.
  - Centrodraco acanthopoma (Regan, 1904).
  - Centrodraco atrifilum Fricke, 2010.
  - Centrodraco gegonipus (Parin, 1982).
  - Centrodraco insolitus (McKay, 1971).
  - Centrodraco nakaboi Fricke, 1992.
  - Centrodraco ornatus (Fourmanoir & Rivaton, 1979).
  - Centrodraco otohime Nakabo & Yamamoto, 1980.
  - Centrodraco pseudoxenicus (Kamohara, 1952).
  - Centrodraco rubellus Fricke, Chave & Suzumoto, 1992.
  - Centrodraco striatus (Parin, 1982).
- Gènere Draconetta Jordan and Fowler, 1903
  - Draconetta xenica Jordan & Fowler, 1903.